# 苟鸿儒
苟鸿儒，四川成都人，是一名清朝政治人物。举人出身。
苟鸿儒曾于1701年接替李应蛟任华亭县知县一职，1706年由关梁朝接任。